# Рожков, Николай Александрович (государственный деятель)
Николай Александрович Рожков — советский государственный и хозяйственный деятель. Заместитель министра внутренних дел СССР (1975—1983), генерал-лейтенант внутренней службы.

## Биография
Родился в 1923 году в д. Кадино Болшесельского района Ярославской области. После окончания средней школы работал техником, электромонтёром, затем — на комсомольской работе в Метрострое. В 1960 году окончил Московский инженерно-строительный институт им. Куйбышева по специальности инженер-строитель. 
- Работал заместителем начальника Главмоспромстроя.
- С 1944 года — член КПСС.
- С 1971 по 1975 год — секретарь Московского горкома КПСС по строительству.
- С 1975 по 1983 год — заместитель министра внутренних дел СССР, отвечавший за строительство новых объектов.

Был награждён многими государственными наградами, в том числе двумя орденами «Знак Почёта», орденом Трудового Красного Знамени и Красной Звезды.
Избирался депутатом Верховного Совета РСФСР 9-го и 10-го созывов.
Умер после 1985 года.